# タツノコファイト
『タツノコファイト』はタカラ（現・タカラトミー）より2000年10月5日に発売されたプレイステーション用の2D対戦型格闘ゲームソフト。タツノコプロが1970年代に制作したヒーローアニメ4作品『科学忍者隊ガッチャマン』『新造人間キャシャーン』『破裏拳ポリマー』『宇宙の騎士テッカマン』と、ゲームオリジナルヒーローである『電光石火ヴォルター』が競演するクロスオーバー作品である。

## ストーリー
青年科学者バッテリングは、次元の壁を乗り越えてパラレルワールドに接続する次元移動装置『サルバシオン・システム』を発明した。しかし、実験でつながったパラレルワールド・ジャレイザー帝国を支配する魔王ドクサイバーに、次元移動装置を強奪されてしまう。ドクサイバーは装置を使って様々なパラレルワールドへ侵攻し、それぞれの世界の悪人と手を組んで『ダークインフェルノ作戦』を計画。バッテリングはそれを食い止めるため、自らが開発した戦闘強化服で『電光石火ヴォルター』に変身、ジャレイザー帝国を追ってパラレルワールドに身を投じた。

## ゲームシステム
ゲーム開始当初選択できるのは、各作品の主人公計5名のみ。それぞれのストーリーモードをクリアするとそのストーリーの主人公に対応したパートナーキャラクターと敵キャラクターが使用可能になる。5人全員クリアすると『ファイナルストーリーモード』が追加され、クリアするとラスボスが使用可能となる。
8方向キーと4ボタンで操作する。相手に攻撃を加えると『タツノコファイティングゲージ』が溜まっていき、ランク1以上になると特殊必殺技の使用が可能になる（最大3ランク）。特殊必殺技の威力はランクによって変化し、ゲージは特殊必殺技を使用するとゼロに戻る。コンフィグによって、ゲージを常時最大状態に固定したり、L1/R1/L2/R2ボタンのみで必殺技を出したりできるようになる。

## 登場キャラクター
死去や引退等の諸事情により、声優が一部原作から変更されている。
科学忍者隊ガッチャマン
竜は登場せず、ジョーはストーリーモード、甚平はストーリーモードとジュンの特殊必殺技時に声のみの出演。
- 大鷲の健（声：森功至）
- 白鳥のジュン（声：杉山佳寿子）
- ベルク・カッツェ（声：北沢洋）
- コンドルのジョー（声：ささきいさお）
- つばくろの甚平（声：塩屋翼）

新造人間キャシャーン
- キャシャーン（声：西川幾雄）
- 上月ルナ（声：塚田恵美子） - 実際に戦うのはルナが連れているロボット犬フレンダーであり、攻撃も特殊必殺技を除いて全てフレンダーが行う。
- ブライキングボス（声：内海賢二）

破裏拳ポリマー
- 破裏拳ポリマー／鎧武士（声：曽我部和恭）
- 南波テル（声：平松晶子） - 原作第15話に登場した、ポリマー風のコスプレ姿で戦う。特殊必殺技『HELP ME!』では、同じく原作15話に登場した、車錠（声：青野武）が変身するタイフーン・ホラマーも登場する。
- アストラルカメレオン（声：青野武） - ゲームオリジナルキャラクター。ポリマーに倒された怪人や犯罪者達の怨念が、ある犯罪者に乗り移って生まれた怪人。原作のポリマーが特定の組織と戦っておらず、ライバルや宿敵と言えるキャラクターがいなかったために作られた。

宇宙の騎士テッカマン
- テッカマン／南城二（声：森功至）
- アンドロー梅田（声：野沢那智）
- 宇宙帝王ドブライ（声：桑原たけし） - 原作にはなかったテックセット姿（オリジナルデザイン）での登場。テッカマンとの対戦時、特殊必殺技でテッカマンを倒すと勝利コメントが変化する。

電光石火ヴォルター
- 電光石火ヴォルター／バッテリング（声：三木眞一郎） - 電気・プラズマを操るヒーロー。ヒーローが存在しないパラレルワールドを救うため、次元移動装置を組み込んだバイク『ヴォルター・ホイール』を駆り、ジャレイザー帝国と戦う。翼を持っており、単独での飛行能力を有する。
- 煌きのネオン（声：横手久美子） - ヴォルターのパートナー。女性。正体は不明だが、ヴォルターの上司であることを窺わせる台詞が見られる。
- カローチ（声：塩屋翼） - 両腕を変形させて作る様々な武器を用いる怪力の怪人。ジャレイザー帝国の大佐。チームバトルモードでのラスボス。
- ロースライセン（声：野沢那智） - ダークインフェルノ作戦を遂行するジャレイザー帝国の幹部。本作のラスボス。

### 担当声優の引退・死去についての声優変更等
- ベルクカッツェ役：寺島幹夫→北沢洋
- 南波テル役：落合美穂→平松晶子
- アンドロー梅田役：山田康雄→野沢那智

## 主題歌
- ゲームOP『タツノコファイト』（歌：ささきいさお）
- ゲームED『きっと明日も…』（歌：堀江美都子）
- 電光石火ヴォルターOP『電光石火ヴォルター』（歌：水木一郎）
- 電光石火ヴォルターED『ためらいの向こうに～ネオンのテーマ』（歌：横手久美子）

ストーリーモードでは、各作品の放映時のOP・EDムービーがノンテロップで流される。

## 関連商品
2001年に本作のサウンドトラックが、2003年には本作に登場するヒーロー5名の可動フィギュアがミクロマンシリーズで発売された。なおヴォルターのフィギュアは、腕の可動性を確保するため、オリジナルデザインでは背中から腕にかけて張られている翼のような膜が省略されている。